# 包頭駅
包頭駅（ほうとうえき/バオトウえき、モンゴル語：ᠪᠣᠭᠣᠳᠣ
ᠥᠷᠲᠡᠭᠡ　転写：Buɣutu ortege）は、中華人民共和国内モンゴル自治区包頭市ホンドロン区にある中国国鉄フフホト鉄路局が管轄する駅である。

## 駅構造
単式ホーム1面、島式ホーム2面を持つ地上駅である。

## 所属路線
- 中国国鉄
  - 京包線：北京駅起点から808km、北京西駅から832km、本駅が終点
  - 集包線：集寧南駅起点から308km、本駅が終点
  - 包蘭線：本駅が起点、蘭州駅終点まで979km
  - 包白線：包頭東駅起点より京包線と共用で16km、包頭西駅まで包蘭線と共用、バヤンオボー駅終点まで159km
  - 包神線：本駅が起点、万水泉駅まで京包線と共用、神木駅終点まで362km
  - 包西線：本駅が起点、新豊鎮駅終点まで864km

## 利用状況
本駅は各所属路線の旅客、貨物を扱う一等駅で、各種別を含め2010年3月現在、毎日60本弱の旅客列車が発着する。

## 歴史
- 1923年1月 - 京綏線（後の京包線）が旧包頭駅まで開通した[2]。
- 1955年 - 苕潭駅が包蘭線の建設に伴い建設開始した[3]。
- 1956年5月 - 包蘭線の開通に伴い苕潭駅として開業した[3]。
- 1958年1月 - 旧包頭駅が包頭東駅に改名した[3]。
- 1959年6月 - 苕潭駅が包頭駅に改名した[3]。
- 2010年12月28日 - 包西線が全線開業。
- 2012年12月3日 - 集包線が全線開業。[4]

## 隣の駅
中国国鉄
京包線
包頭東駅 - 万水泉駅 - 包頭駅
集包線
包頭駅 - 包頭東駅 - 南園村駅
包蘭線
包頭駅 - 包頭西駅 - 打拉亥駅
包西線
包頭駅 - 包頭南駅 - ダラト西駅
包白線
包頭東駅 - 万水泉駅 - 包頭駅 - 包頭西駅 - 包頭北駅
包神線
包頭駅 - 万水泉駅 - 万水泉南駅